# Pegesimallus bivittatus
Pegesimallus bivittatus là một loài ruồi trong họ Asilidae. Pegesimallus bivittatus được Curran miêu tả năm 1934.